# Tareq Mubarak Taher
Pour les articles homonymes, voir Taher (homonymie).
Tareq Mubarak Taher (né Dennis Kipkurui Keter, le 1er décembre 1986 au Kenya) est un athlète de Bahreïn, spécialiste du 3 000 mètres steeple.

## Biographie
Devenu citoyen de Bahreïn en tant que né le « 1er décembre 1989 », Tareq Mubarak Taher participa avec cette fausse date de naissance à des compétitions en 2005 à 2006, toutes annulées par l'IAAF en 2007.

## Performances
Son meilleur temps est de 8 min 7 s 12, record de Bahreïn, amélioré en 8 min 6 s 13 en 2009 à Athènes.